# Editcam
Editcam es un sistema de cámara digital profesional fabricado por Ikegami y la introdujo por primera vez en 1995, disponible tanto videocámaras profesionales como para una videocámara de mano. Su característica más distintiva es el soporte de grabación: El FieldPak, que es un cartucho que contiene un disco duro IDE con un máximo de 120 GB de almacenamiento, o su compañero compatible, el rampak, un módulo de memoria flash  con un máximo de 16 GB. Una capacidad FieldPak 120 GB se traduce en unos 9 horas de vídeo DV25. Ambos, a diferencia de los formatos basados en cinta, permiten el acceso aleatorio a los datos de vídeo, y dos independientes videograbadora (VCR) jugadores de recambio y computadora bastidores adaptadores están disponibles para los paks.

## Historia
Editcam fue pionera en el campo de la adquisición no lineal, pero las primeras generaciones del Editcam adolecían de un alto consumo de energía y un peso elevado, por lo que se vendieron sólo 50 unidades. Estos problemas se solucionaron con el Editcam II en 1999. La última generación del sistema Editcam, editcam3, puede grabar en los formatos Avid JFIF, DV y, opcionalmente, MPEG IMX y DVCPRO50. televisión de alta definición HDTV variantes ahora también están disponibles, que registran en el formato Avid DNxHD. Introducido en NAB 2005, la Editcam HD permite la captura de vídeo a 145 Mbit/s. Empleando sensores CMOS, registra archivos de forma nativa en 1080i o 720p y en varias velocidades de transferencia.
La familia de productos Editcam es el resultado del desarrollo de la CamCutter tecnología desarrollada conjuntamente por Ikegami y Avid Technology.